# ملتهمة الهيدروجين المتوسطة
ملتهمة الهيدروجين المتوسطة (الاسم العلمي: Hydrogenophaga intermedia) هي نوع من البكتيريا، سلبية الغرام، تتبع جنس ملتهمة الهيدروجين.